# Uttigen
Uttigen (toponimo tedesco) è un comune svizzero di 2 070 abitanti del Canton Berna, nella regione dell'Oberland (circondario di Thun); ha lo status di città.

## Storia
Il 1° gennaio 2014 ha incorporato il comune soppresso di Kienersrüti.

## Monumenti e luoghi d'interesse
- Rovine del castello di Uttigen, eretto nel XIII secolo[1].

## Società

### Evoluzione demografica
L'evoluzione demografica è riportata nella seguente tabella:
Abitanti censiti

## Infrastrutture e trasporti
Uttigen è servito dall'omonima stazione sulla ferrovia Berna-Thun.

## Amministrazione
Ogni famiglia originaria del luogo fa parte del cosiddetto comune patriziale e ha la responsabilità della manutenzione di ogni bene ricadente all'interno dei confini del comune.